# Marca de garantia
Una marca de garantia és una tipologia de marca que certifica les característiques comunes dels productes i serveis elaborats o distribuïts per persones degudament autoritzades i controlades pel titular de la marca. Està regulada per les lleis de l'Estat Espanyol. Aquesta certificació l'emet el titular de la marca de garantia. La seva peculiaritat rau en el fet que és utilitzada per una pluralitat d'empreses sota el control i l'autorització del titular de la marca.

## Reglament d'ús
Totes les marques de garantia han de tenir un reglament d'ús on s'indiquin les persones que estan autoritzades a utilitzar la marca, les característiques comunes dels productes o serveis que se certifiquen, la manera com es verifiquen aquestes característiques, els controls i la vigilància de l'ús de la marca que s'efectuen, les responsabilitats en
les quals es pugui incórrer per l'ús inadequat de la marca i el cànon que, si s'escau, s'exigeix als qui utilitzin la marca. Aquest reglament ha ser públic i consultable per tothom.

## Normativa d'aplicació
Les marques de garantia es regeixen per les següents lleis i decrets:
- Llei 17/2001, de 7 de desembre, de marques. En el Títol VII Marques col·lectives i marques de garantia, concretament al capítol II Marques de garantia.
- Reial decret 687/2002, de 12 de juliol de 2002, pel qual s'aprova el Reglament per a l'execució de la Llei 17/2001, de 7 de desembre, de marques. Concretament al capítol VI.

## Registre
El Registre de marques té caràcter únic a tot el territori de l'Estat Espanyol, l'Oficina Espanyola de Patents i Marques n'és l'organisme competent. Es poden presentar les sol·licituds de forma telemàtica a la seu electrònica. A Catalunya també es poden registrar les sol·licituds a l'Oficina de Gestió Empresarial de Barcelona de la Generalitat de Catalunya, però aquesta només actua com a registre oficial, ja que la Generalitat no té competència en la matèria.

## Marques de garantia alimentàries

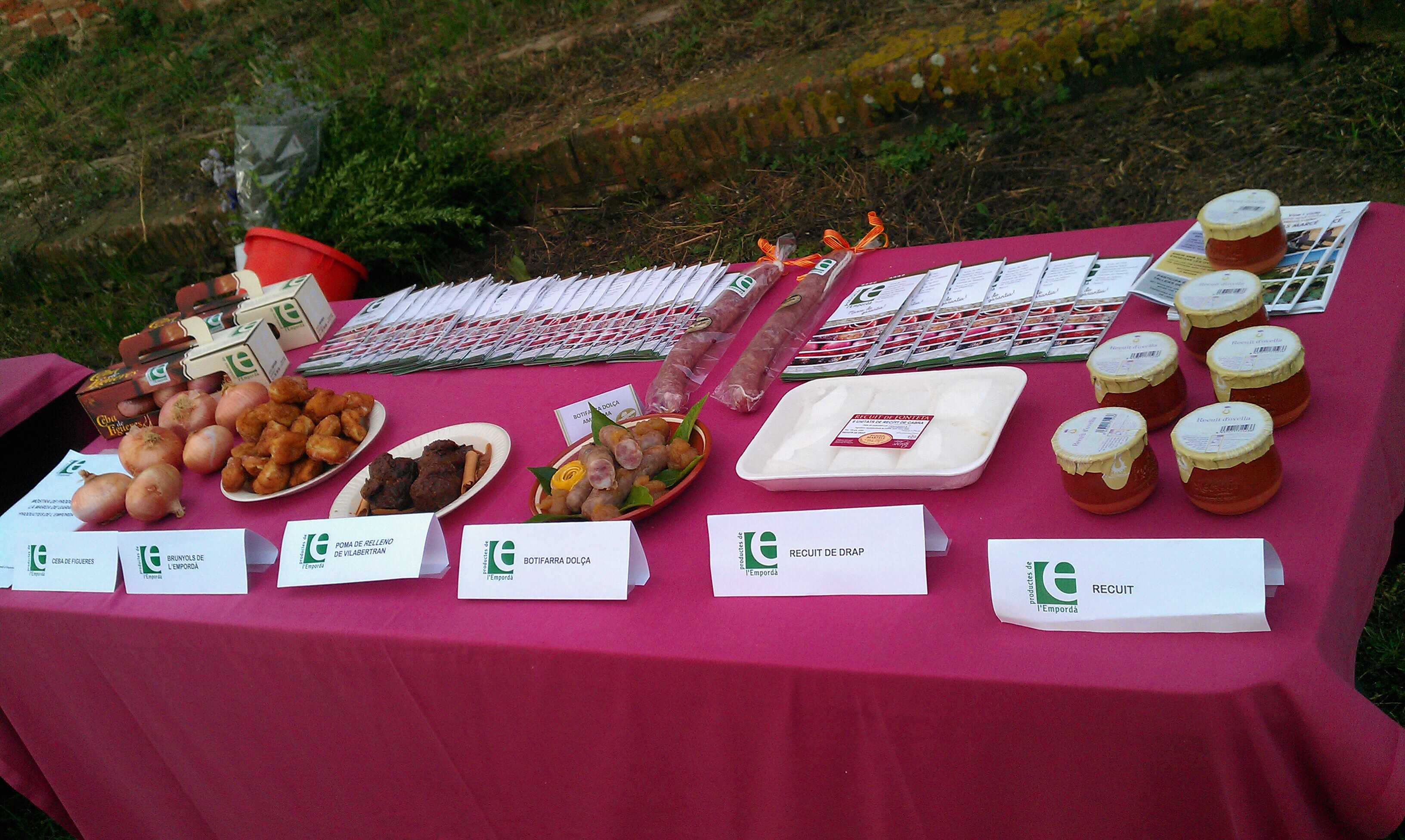
Taula de productes adherits a la Marca de garantia Productes de l'Empordà

Amb relació a les marques de garantia de productes agroalimentaris que existeixen a Catalunya tenim constància de les següents:
- Coca de Llavaneres[9]
- Gamba de Palamós[10]
- Marca Q: marca de qualitat alimentària de la Generalitat de Catalunya.[11]
- Pèsol de Llavaneres[9]
- Productes de l'Empordà[12]
- Producte del Ripollès[13]
- Productes del Solsonès[14]
- Productes dera Val d'Aran[15]
- Tòfona de la Baronia de Rialb[16]

## Altres marques de garantia
- CATFOREST-producte forestal Catalunya[17]